# Muluia
El Muluia (àrab: ملوية, Mulwiyya, pronunciat localment Muluya; francès: Moulouya) és un riu del Marroc d'uns 600 km de curs i 22,3 m³ de cabal, encara que pot tenir grans variacions. Neix a l'Atles mitjà i corre al nord-est fins a desaiguar a la mar Mediterrània, a Saïdia, a tocar de la frontera algerina. La seva conca és la més gran del Marroc i comprèn uns 54.500 quilòmetres quadrats.

## Curs
Té tres afluents principals: l'oued Za, l'oued Ansegmir i l'oued Melloulou. Subministra aigua, entre d'altres, a les ciutats de Berkane, Zaio i Nador. Conté quatre grans embassaments (les xifres de capacitat que se'n donen són les inicials; el constant reompliment de les preses les deixa obsoletes ràpidament):
- Mechra Klila (oficialment Mohamed V), construït el 1967, amb una cabuda de 331 milions de metres cúbics, i que dona electricitat al nord-est del Marroc.[1]
- Mechrâa Homadi, fet el 1955, 5 milions de metres cúbics, es fa servir com a embassament regulatori del Mechra Klila (10 quilòmetres riu amunt) i per a irrigació.[2]
- Hassan II, situat sobre l'oued Za, afluent principal del Muluia, que serveix principalment per a proporcionar aigua potable a les ciutats d'Oujda, Taourirt i El Aioun Sidi Mellouk, i té una cabuda de 109 milions de metres cúbics. Construït el 2000.[3]
- Enjil, situat sobre l'oued Taghoucht, afluent del Muluia, té una capacitat de 12 milions de metres cúbics i va ser bastit el 1995.[4]

## Història
Es coneixia amb el nom de Mulucha a l'edat antiga, quan Sal·lusti, Mela i Plini el Vell assignen fer de frontera entre la Cesariense i la Tingitana, i entre els maures i els massesils (massaesyli) subjectes de Boccus i Jugurta. Estrabó n'esmenta com a frontera el riu Molocath (Μολοχάθ, Μολαχάθ). En Plini i Claudi Ptolemeu apareix amb el nom de Malva (Μαλούα).
El riu fou establert com a límit entre les zones d'influència de Jaume el Just d'Aragó i Sanç IV de Castella, i se'n reservà el català els territoris de l'est (Algèria i Tunis) i el castellà els de l'oest (Marroc).